# Cathédrale Saint-Louis de Plovdiv
Pour les articles homonymes, voir Saint-Louis et Cathédrale Saint-Louis.
La cathédrale Saint-Louis (en bulgare : Катедрала Свети Лудвиг) est la co-cathédrale du diocèse de Sofia et Plovdiv, située à Plovdiv en Bulgarie. Elle est dédiée à saint Louis, roi de France.

## Historique
La cathédrale de style néoclassique et néobaroque a été construite dans les années 1850 (1858-1861) à l'époque du vicariat apostolique de Mgr Andrea Canova. Le premier orgue de Bulgarie y a été installé en 1861. Plus tard il est remplacé par un instrument plus grand. L'édifice a été sérieusement endommagé par un incendie en 1931 qui a détruit les plafonds à caissons. Elle a été restaurée par Kamen Petkov et les nouvelles fresques sont l'œuvre de Krastio Samatov. Elle a été à nouveau consacrée le 28 mai 1932.
Le clocher date de 1898 et comprend cinq cloches provenant d'une fonderie de Bochum en Allemagne, cadeau du pape Léon XIII. De nouvelles grandes orgues ont été installées en 1991.
La princesse Marie-Louise de Bourbon-Parme (1870-1899), première épouse du prince Ferdinand de Saxe-Cobourg-Gotha (1861-1948), futur roi de Bulgarie, et fervente catholique y est enterrée. Une épitaphe en latin et en bulgare rappelle son souvenir et les faits de sa courte vie. Filleule de Pie IX, ses derniers mots sont un acte d'offrande pour le Christ, pour ses enfants et la Bulgarie.  Elle est morte en donnant le jour à son quatrième enfant, la princesse Nadège de Bulgarie (1899-1958), après avoir contracté une pneumonie.
Le pape Jean-Paul II a visité la cathédrale le 26 mai 2002 et a rencontré les membres d’un groupe local de jeunes de l’Église catholique romaine.

## Galerie

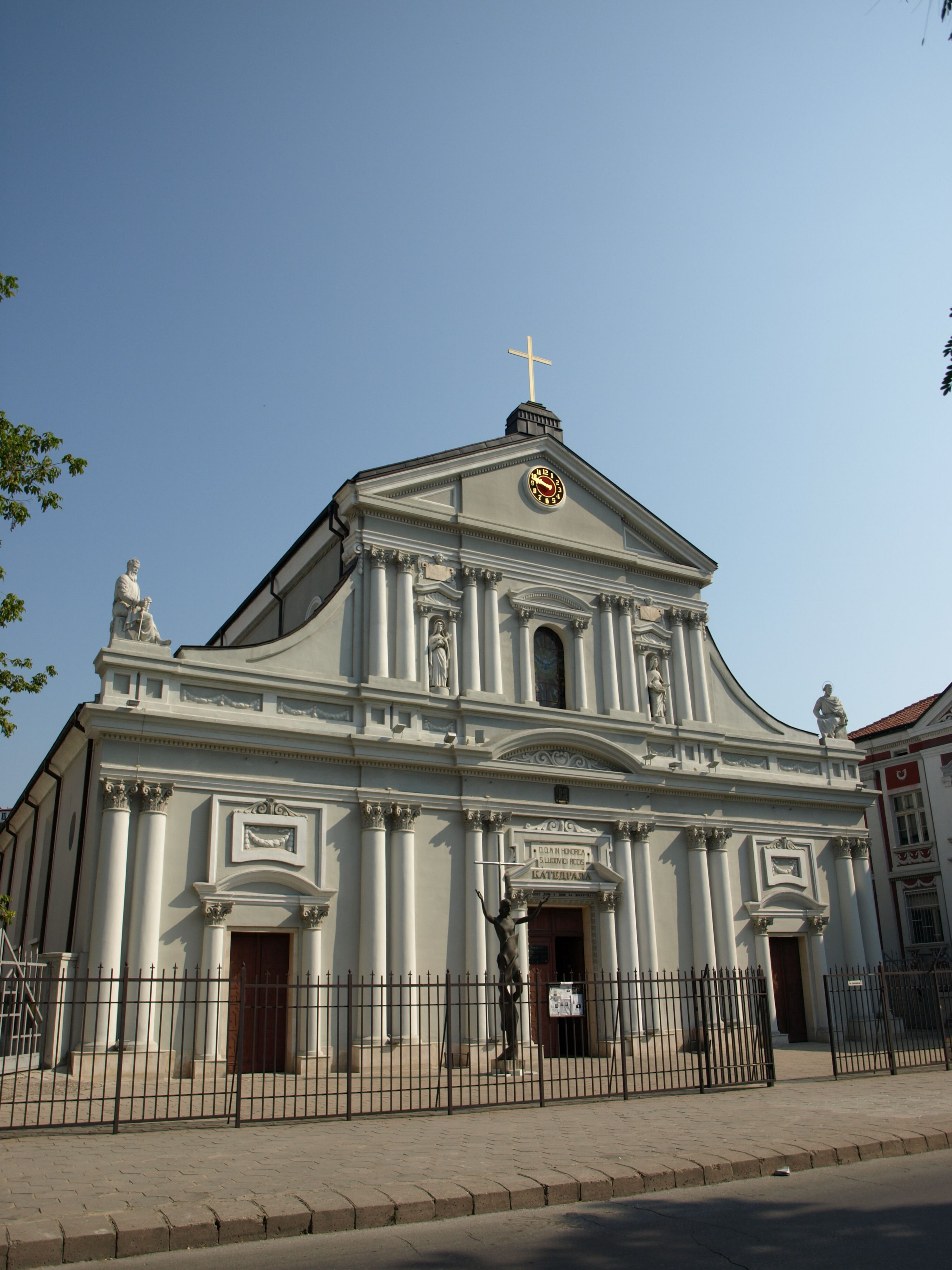
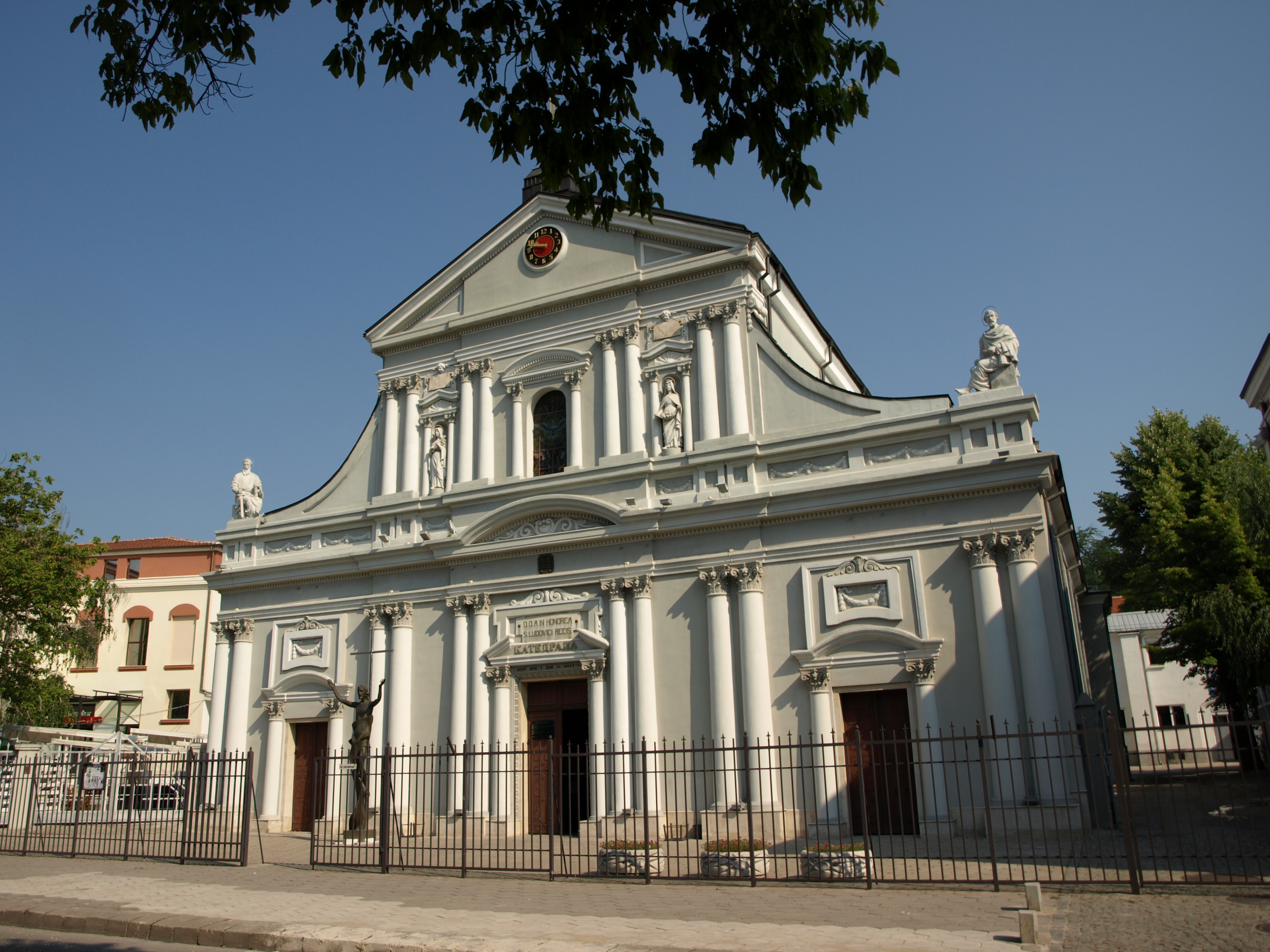
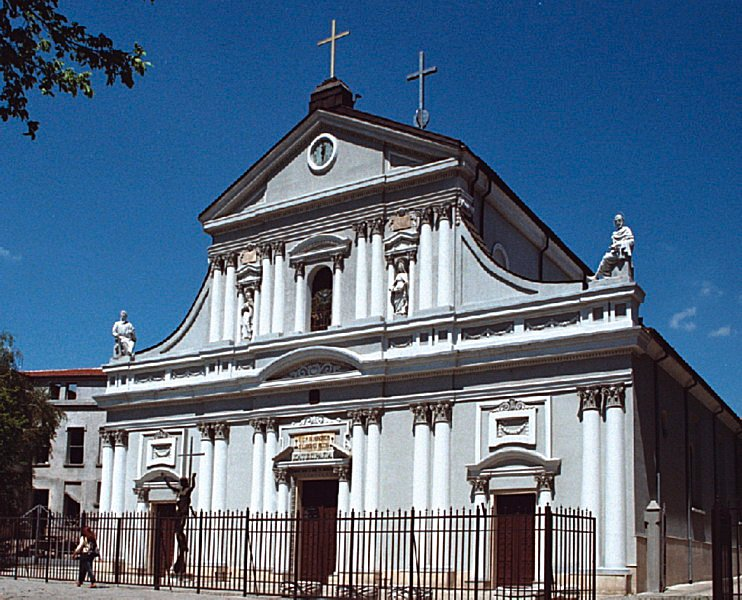
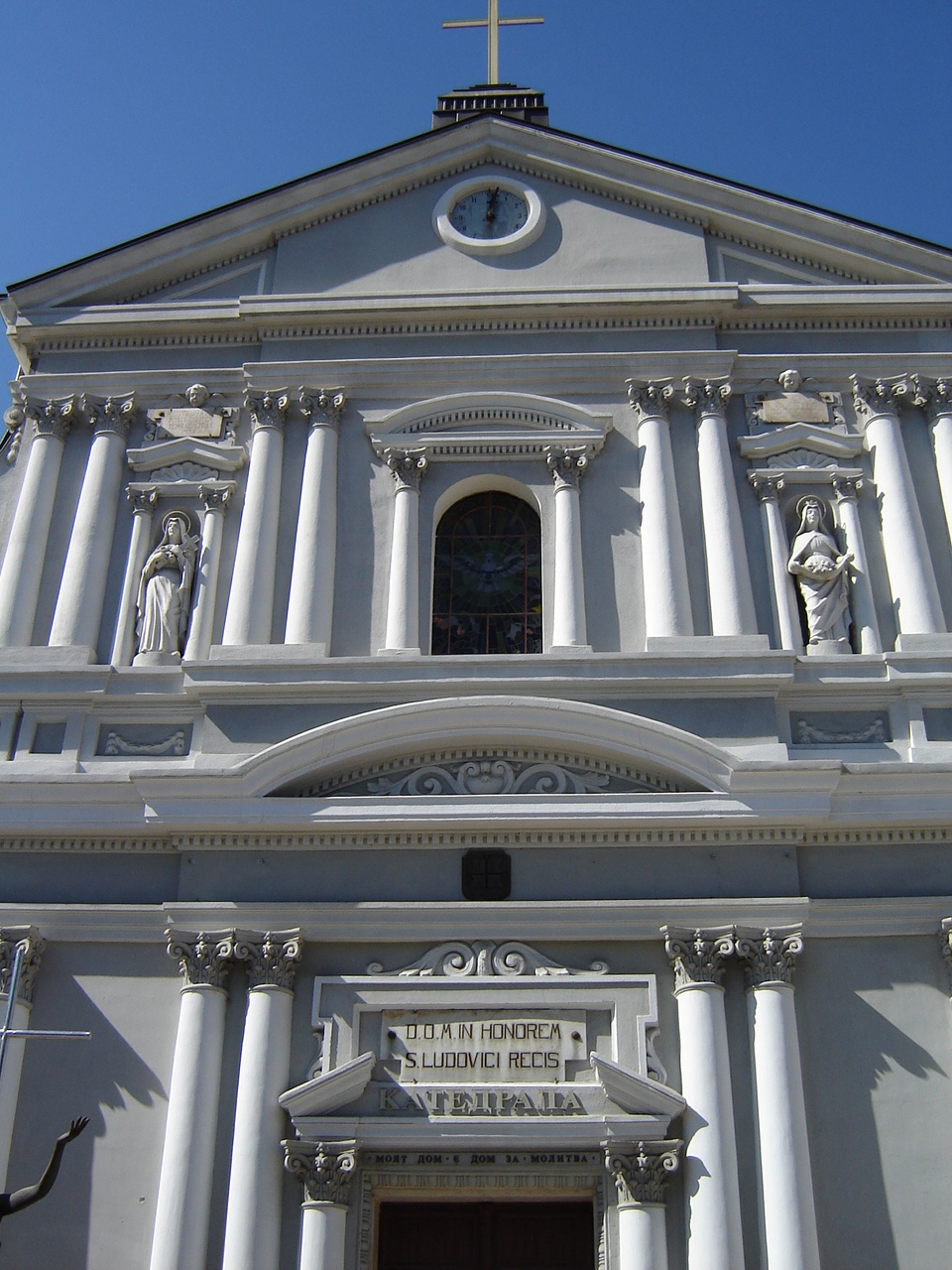